# Szkoła przy ul. Klemensa Janickiego w Poznaniu
Szkoła przy ul. Janickiego 22 – dwukondygnacyjna, 15-klasowa szkoła podstawowa zlokalizowana w Poznaniu, przy ul. Klemensa Janickiego 22 na Jeżycach.

## Architektura

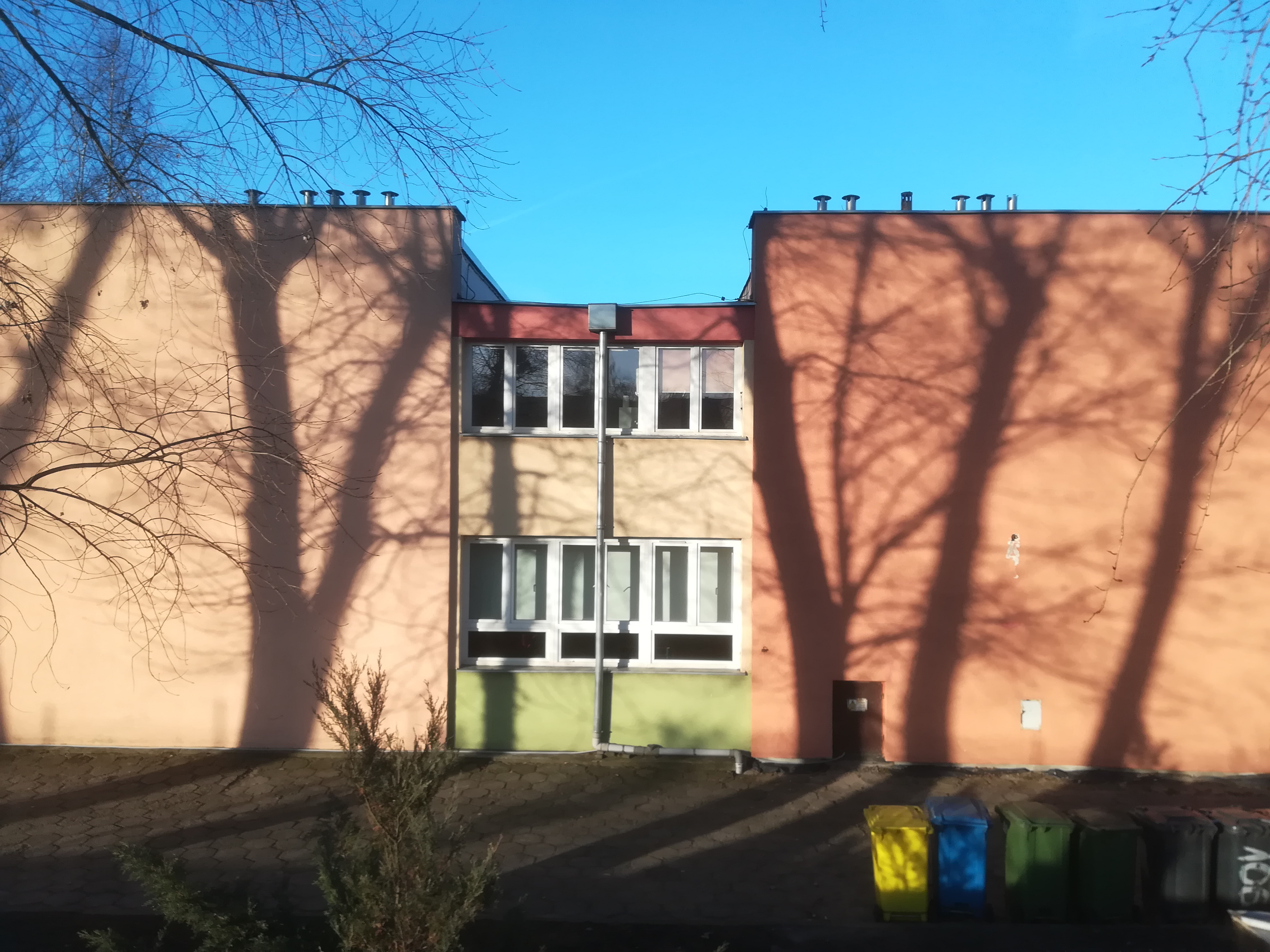
Elewacja boczna (na pierwszym piętrze widoczne doświetlenie sal)

Szkoła zaprojektowana przez Witolda Milewskiego oraz Zygmunta Skupniewicza i oddana do użytku w 1958 miała nowatorskie w skali kraju rozwiązania architektoniczne. Poszczególne klasy zaprojektowano, nie jak dotychczas jako prostokątne, lecz kwadratowe - nie na trzy, lecz na cztery rzędy ławek. Zastosowanie takiego rozwiązania wymusiło dwustronne doświetlenie klas, a zatem umieszczenie ich wszystkich na najwyższej kondygnacji (pierwsze piętro). Na parterze znalazły się wszelkie pozostałe pomieszczenia, nie wymagające tak dobrego naświetlenia (administracja, gabinety specjalistyczne, szatnie, itp.). Układ konstrukcyjny budynku był poprzeczny, ściany nośne - klinkierowe, spoinowane, ściany wypełniające - z lekkich materiałów, izolacyjne, malowane na biało (kontrast dla klinkieru). Na ścianie zewnętrznej umieszczono ozdobny napis Szkoła im. hetmana St. Czarneckiego. Niedługo po zbudowaniu, obiekt bez konsultacji z architektami, poważnie przebudowano (dodano typową stolarkę, dodatkowe wejście i całość jednolicie otynkowano), co wywołało protest twórców, odwołanie do Izby Architektonicznej i przywrócenie stanu pierwotnego. 

## Otoczenie
W pobliżu znajdują się m.in.: VII LO, Collegium Wrzoska, dawne Weststadt i Trasa Niestachowska.